# Jurij Moroz
Jurij Łeontijowycz Moroz, ukr. Юрій Леонтійович Мороз, ros. Юрий Леонтьевич Мороз, Jurij Leontjewicz Moroz (ur. 8 września 1970 w Smile w obwodzie czerkaskim, Ukraińska SRR) – ukraiński piłkarz, grający na pozycji obrońcy, reprezentant Związku Radzieckiego oraz Ukrainy, trener piłkarski.

## Kariera piłkarska

### Kariera klubowa
Wychowanek Republikańskiej Szkoły Rezerw Olimpijskich. Pierwszy trener Fedir Medwid´. W latach 1986–1987 występował w wojskowej drużynie SKA Kijów, skąd został zaproszony do Dynama Kijów. W 1993 przeniósł się do Weresu Równe. Potem w latach 1993-1996 bronił barw zespołów izraelskich: Hapoel Beer Szewa, Bene Jehuda Tel Awiw oraz Maccabi Jafa. Kolejne 4,5 roku spędził w rosyjskich klubach Ałanija Władykaukaz, Torpedo-ZiL Moskwa i Lokomotiw-NN Niżny Nowogród. W 2001 powrócił do Ukrainy, podpisując kontrakt z Zakarpattia Użhorod. Karierę piłkarską zakończył jako piłkarz Worskły Połtawa.

### Kariera reprezentacyjna
27 czerwca 1992 roku debiutował w narodowej reprezentacji Ukrainy w zremisowanym 0:0 meczu towarzyskim z USA. Wcześniej występował w juniorskiej oraz olimpijskiej reprezentacji Związku Radzieckiego.

## Kariera trenerska
Po zakończeniu kariery zawodniczej pracował z juniorskimi reprezentacjami Ukrainy. W 2005 został zaproszony na stanowisko głównego trenera w drugoligowym klubie Oswita Borodzianka. W 2007-2009 prowadził reprezentację Ukrainy U-19. Potem był zmieniony przez Jurija Kalitwincewa, pozostaw asystentem trenera. Prowadzona przez nich reprezentacja zdobyła Juniorskie Mistrzostwo Europy.

## Sukcesy i odznaczenia

### Sukcesy klubowe
- mistrz ZSRR: 1990
- zdobywca Pucharu ZSRR: 1990
- wicemistrz Ukrainy: 1992

### Sukcesy reprezentacyjne
- wicemistrz Europy U-17: 1987
- mistrz Świata U-17: 1987

### Odznaczenia
- tytuł Mistrza Sportu ZSRR: 1987